# Häggeby och Vreta
Häggeby och Vreta est une localité située dans la commune de Håbo, comté d'Uppsala, en Suède. Elle comptait 224 habitants en 2010.